# Classifiche del campionato italiano di pallacanestro femminile

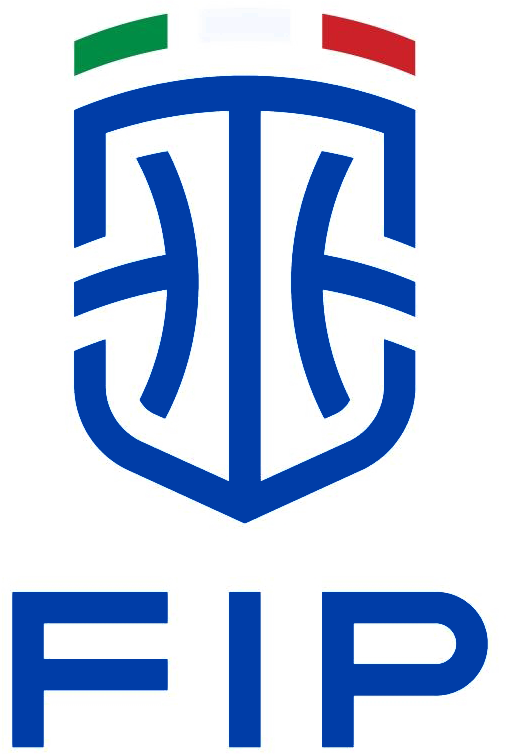
Il logo della Federazione Italiana Pallacanestro dal 2022

L'elenco delle classifiche del campionato italiano di pallacanestro comprende i tornei Femminili a carattere nazionale, interregionale e regionale disputati sin dal 1920.

## Piramide attuale
| Livello | Livello | Serie                                              | Serie                                              | Serie                                              | Serie                                              | Serie                                              | Serie                                              | Serie                                              | Serie                                              | Serie                                              | Serie                                              | Serie                                              | Serie                                              | Serie                                              | Serie                                              | Serie                                              | Serie                                              |
| ------- | ------- | -------------------------------------------------- | -------------------------------------------------- | -------------------------------------------------- | -------------------------------------------------- | -------------------------------------------------- | -------------------------------------------------- | -------------------------------------------------- | -------------------------------------------------- | -------------------------------------------------- | -------------------------------------------------- | -------------------------------------------------- | -------------------------------------------------- | -------------------------------------------------- | -------------------------------------------------- | -------------------------------------------------- | -------------------------------------------------- |
| Dil-1   | Dil-1   | Lega Basket Femminile Serie A1 11 squadre          | Lega Basket Femminile Serie A1 11 squadre          | Lega Basket Femminile Serie A1 11 squadre          | Lega Basket Femminile Serie A1 11 squadre          | Lega Basket Femminile Serie A1 11 squadre          | Lega Basket Femminile Serie A1 11 squadre          | Lega Basket Femminile Serie A1 11 squadre          | Lega Basket Femminile Serie A1 11 squadre          | Lega Basket Femminile Serie A1 11 squadre          | Lega Basket Femminile Serie A1 11 squadre          | Lega Basket Femminile Serie A1 11 squadre          | Lega Basket Femminile Serie A1 11 squadre          | Lega Basket Femminile Serie A1 11 squadre          | Lega Basket Femminile Serie A1 11 squadre          | Lega Basket Femminile Serie A1 11 squadre          | Lega Basket Femminile Serie A1 11 squadre          |
| Dil-2   | Dil-2   | Lega Basket Femminile Serie A2 girone A 14 squadre | Lega Basket Femminile Serie A2 girone A 14 squadre | Lega Basket Femminile Serie A2 girone A 14 squadre | Lega Basket Femminile Serie A2 girone A 14 squadre | Lega Basket Femminile Serie A2 girone A 14 squadre | Lega Basket Femminile Serie A2 girone A 14 squadre | Lega Basket Femminile Serie A2 girone A 14 squadre | Lega Basket Femminile Serie A2 girone A 14 squadre | Lega Basket Femminile Serie A2 girone B 14 squadre | Lega Basket Femminile Serie A2 girone B 14 squadre | Lega Basket Femminile Serie A2 girone B 14 squadre | Lega Basket Femminile Serie A2 girone B 14 squadre | Lega Basket Femminile Serie A2 girone B 14 squadre | Lega Basket Femminile Serie A2 girone B 14 squadre | Lega Basket Femminile Serie A2 girone B 14 squadre | Lega Basket Femminile Serie A2 girone B 14 squadre |
| Dil-3   | Dil-3   | Serie B 12 gironi regionali                        | Serie B 12 gironi regionali                        | Serie B 12 gironi regionali                        | Serie B 12 gironi regionali                        | Serie B 12 gironi regionali                        | Serie B 12 gironi regionali                        | Serie B 12 gironi regionali                        | Serie B 12 gironi regionali                        | Serie B 12 gironi regionali                        | Serie B 12 gironi regionali                        | Serie B 12 gironi regionali                        | Serie B 12 gironi regionali                        | Serie B 12 gironi regionali                        | Serie B 12 gironi regionali                        | Serie B 12 gironi regionali                        | Serie B 12 gironi regionali                        |
| Dil-4   | Dil-4   | Serie C 18 gironi regionali                        | Serie C 18 gironi regionali                        | Serie C 18 gironi regionali                        | Serie C 18 gironi regionali                        | Serie C 18 gironi regionali                        | Serie C 18 gironi regionali                        | Serie C 18 gironi regionali                        | Serie C 18 gironi regionali                        | Serie C 18 gironi regionali                        | Serie C 18 gironi regionali                        | Serie C 18 gironi regionali                        | Serie C 18 gironi regionali                        | Serie C 18 gironi regionali                        | Serie C 18 gironi regionali                        | Serie C 18 gironi regionali                        | Serie C 18 gironi regionali                        |
| Dil-5   | Dil-5   | Promozione 8 gironi regionali                      | Promozione 8 gironi regionali                      | Promozione 8 gironi regionali                      | Promozione 8 gironi regionali                      | Promozione 8 gironi regionali                      | Promozione 8 gironi regionali                      | Promozione 8 gironi regionali                      | Promozione 8 gironi regionali                      | Promozione 8 gironi regionali                      | Promozione 8 gironi regionali                      | Promozione 8 gironi regionali                      | Promozione 8 gironi regionali                      | Promozione 8 gironi regionali                      | Promozione 8 gironi regionali                      | Promozione 8 gironi regionali                      | Promozione 8 gironi regionali                      |

## Evoluzione dei Livelli del Campionato

### I livello
| Campionato FIAF (1924-1928)     | 1924 \| 1925 \| 1926 \| 1927 \| 1928 |
| Divisione Nazionale (1930-1940) | 1930 \| 1931 \| 1932 \| 1933 \| 1934 \| 1935 \| 1935-36 \| 1936-37 \| 1937-38 \| 1938-39 \| 1939-40 |
| Serie A (1940-1945)             | 1940-41 \| 1941-42 \| 1942-43 \|1943-1945 (non disputati) |
| Divisione Nazionale (1945-1947) | 1945-46 \| 1946-47 |
| Serie A (1947-1980)             | 1947-48 \| 1948-49 \| 1949-50 \| 1950-51 \| 1951-52 \| 1952-53 \| 1953-54 \| 1954-55 \| 1955-56 \| 1956-57 \| 1957-58 \| 1958-59 \| 1959-60 \| 1960-61 \| 1961-62 \| 1962-63 \| 1963-64 \| 1964-65 \| 1965-66 \| 1966-67 \| 1967-68 \| 1968-69 \| 1969-70 \| 1970-71 \| 1971-72 \| 1972-73 \| 1973-74 \| 1974-75 \| 1975-76 \| 1976-77 \| 1977-78 \| 1978-79 \| 1979-80 |
| Serie A1 (dal 1980)             | 1980-81 \| 1981-82 \| 1982-83 \| 1983-84 \| 1984-85 \| 1985-86 \| 1986-87 \| 1987-88 \| 1988-89 \| 1989-90 \| 1990-91 \| 1991-92 \| 1992-93 \| 1993-94 \| 1994-95 \| 1995-96 \| 1996-97 \| 1997-98 \| 1998-99 \| 1999-00 \| 2000-01 \| 2001-02 \| 2002-03 \| 2003-04 \| 2004-05 \| 2005-06 \| 2006-07 \| 2007-08 \| 2008-09 \| 2009-10 \| 2010-11 \| 2011-12 \| 2012-13 \| 2013-14 \| 2014-15 \| 2015-16 \| 2016-17 \| 2017-18 \| 2018-19 \| 2019-20 \| 2020-21 \| 2021-22 \| 2022-23 \| 2023-24 \| 2024-25 |

### II livello
| Prima Divisione (1935-1940)       | 1935 \| 1935-36 \| 1936-37 \| 1937-38 \| 1938-39 \| 1939-40 |
| Serie B (1939-1946)               | 1939-40 (GIL) \| 1940-41 \| 1941-42 \| 1942-43 \| 1943-1946 (non disputati) |
| Prima Divisione (1946-1948)       | 1946-47 \| 1947-48 |
| Promozione (1948-1949)            | 1948-49 |
| Serie B (1949-1980)               | 1949-50 \| 1950-51 \| 1951-52 \| 1952-53 \| 1953-54 \| 1954-55 \| 1955-56 \| 1956-57 \| 1957-58 \| 1958-59 \| 1959-60 \| 1960-61 \| 1961-62 \| 1962-63 \| 1963-64 \| 1964-65 \| 1965-66 \| 1966-67 \| 1967-68 \| 1968-69 \| 1969-70 \| 1970-71 \| 1971-72 \| 1972-73 \| 1973-74 \| 1974-75 \| 1975-76 \| 1976-77 \| 1977-78 \| 1978-79 \| 1979-80 |
| Serie A2 (1980-1994)              | 1980-81 \| 1981-82 \| 1982-83 \| 1983-84 \| 1984-85 \| 1985-86 \| 1986-87 \| 1987-88 \| 1988-89 \| 1989-90 \| 1990-91 \| 1991-92 \| 1992-93 \| 1993-94 |
| Serie A2 d'Eccellenza (1994-1998) | 1994-95 \| 1995-96 \| 1996-97 \| 1997-98 |
| Serie A2 (dal 1998)               | 1998-99 \| 1999-00 \| 2000-01 \| 2001-02 \| 2002-03 \| 2003-04 \| 2004-05 \| 2005-06 \| 2006-07 \| 2007-08 \| 2008-09 \| 2009-10 \| 2010-11 \| 2011-12 \| 2012-13 \| 2013-14 \| 2014-15 \| 2015-16 \| 2016-17 \| 2017-18 \| 2018-19 \| 2019-20 \| 2020-21 \| 2021-22 \| 2022-23 \| 2023-24 \| 2024-25                                             |

### III livello
| Prima Divisione (1940-1943)      | 1940-41 \| 1941-42 \| 1942-43 |
| Serie B (1980-1994)              | 1980-81 \| 1981-82 \| 1982-83 \| 1983-84 \| 1984-85 \| 1985-86 \| 1986-87 \| 1987-88 \| 1988-89 \| 1989-90 \| 1990-91 \| 1991-92 \| 1992-93 \| 1993-94 |
| Serie A2 (1994-1998)             | 1994-95 \| 1995-96 \| 1996-97 \| 1997-98 |
| Serie B (1998-2003)              | 1998-99 \| 1999-00 \| 2000-01 \| 2001-02 \| 2002-03 |
| Serie B d'Eccellenza (2003-2011) | 2003-04 \| 2004-05 \| 2005-06 \| 2006-07 \| 2007-08 \| 2008-09 \| 2009-10 \| 2010-11                                                                   |
| Serie B (2011-2012)              | 2011-12 |
| Serie A3 (2012-2015)             | 2012-13 \| 2013-14 \| 2014-15 |
| Serie B (dal 2015)               | 2015-16 \| 2016-17 \| 2017-18 \| 2018-19 \| 2019-20 \| 2020-21 \| 2021-22 \| 2022-23 \| 2023-24 \| 2024-25                                             |